# Castletown (Isla de Man)
Castletown es una pequeña localidad que se encuentra en el sur de la Isla de Man.
Fue capital de la misma hasta el año 1863 cuando Douglas se hizo con la capitalidad de la isla.

## Clima
Castletown posee un clima típico del Reino Unido de Gran Bretaña e Irlanda del Norte: fresco en el verano, lluvioso la mayor parte del año, frío con algunas heladas en invierno y turístico en los meses centrales del año.
Las precipitaciones son muy concurridas ya que oscilan entre los 800 mm y 1100 mm al año.
La temperatura de Castletown es suave durante todo el año con máximas que pueden sobrepasar los 28 °C y con mínimas que en invierno pueden descender a temperaturas inferiores a los 0 °C.

## Población

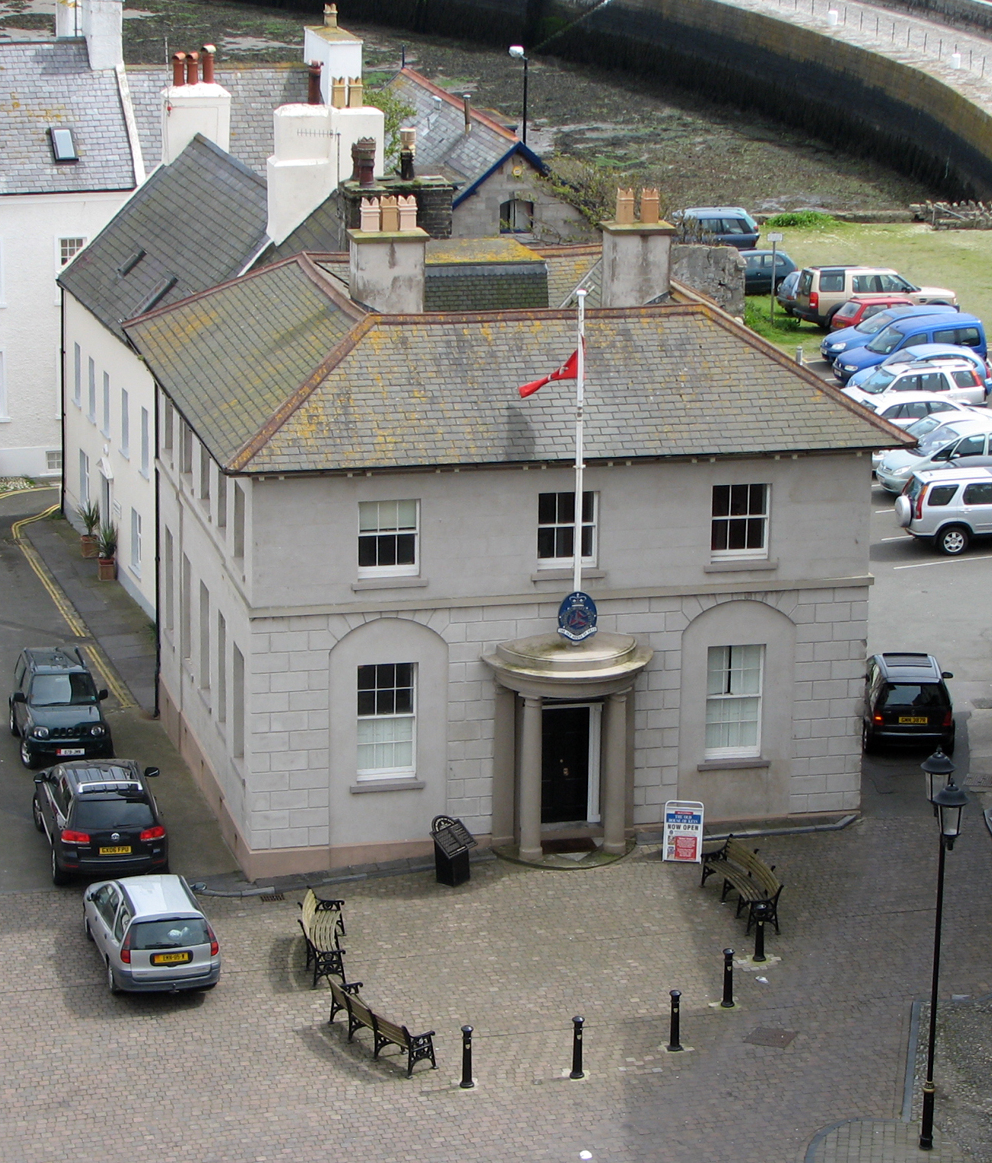
La House of Keys de Castletown.

Gran parte de la población de Castletown es oriunda de la Isla de Man, lógicamente las demás poblaciones pertenecen a los países de Irlanda y Reino Unido.
La población de Castletown (censo de 2008) es de aproximadamente 3.871 habitantes.
Tiene una superficie de 2´3 km² y una densidad de población de 1351´7 hab./km²

## Demografía
La población de Castletown no varía ampliamente de un año a otro:
- Año 2000= 3.002 hab*

- Año 2001= 3.104 hab*

- Año 2002= 3.298 hab*

- Año 2003= 3.404 hab*

- Año 2004= 3.501 hab*

- Año 2005= 3.592 hab*

- Año 2006= 3.670 hab*

- Año 2007= 3.758 hab*

- Año 2008= 3.870 hab*

- Datos: Q158530
- Multimedia: Castletown, Isle of Man / Q158530